# Enon
Enon je američki indie rock sastav, osnovan 1999. godine u New Yorku. U njihovu se zvuku vidi utjecaj mnogih vrsta glazbe, kao što su noise rock, electronica i indie rock.

## Diskografija

### Studijski albumi
- 1998. Long Play
- 1999. Believo!
- 2002. High Society
- 2003. Hocus Pocus
- 2004. Onhold
- 2005. Lost Marbles and Exploded Evidence (compilatie album + DVD set)
- 2007. Grass Geysers...Carbon Clouds

### 7
- 1998. „Fly South“
- 1999. „Motor Cross“
- 2001. „Listen (While You Talk)“
- 2001. „Marbles Explode“
- 2001. „The Nightmare Of Atomic Men“
- 2002. „Enon [Self-Titled]“
- 2002. „Drowning Appointment“
- 2003. „In This City“
- 2003. „Evidence“
- 2003. „Because Of You“
- 2003. „Starcastic“
- 2004. „Kanon Kanon / Undone“
- 2007. „Little Ghost / Swab The Deck“
- 2007. „Annashade“
- 2007. „Bonus Songs“

## Vanjske poveznice
- Službena stranica (engl.)